# Liste von Rabenbrunnen
In dieser Liste sind Rabenbrunnen aufgeführt, also Brunnen im öffentlichen Raum, die Raben zum Thema haben.

## Deutschland
| Bezeichnung                     | Bild           | Standort                                               | Bundesland          | Künstler         | Errichtung Einweihung | Weitere Informationen                                             |
| ------------------------------- | -------------- | ------------------------------------------------------ | ------------------- | ---------------- | --------------------- | ----------------------------------------------------------------- |
| Rabenbrunnen (Aachen)           | weitere Bilder | Aachen, vor Alt-Linzenshäuschen, Eupener Straße (Lage) | Nordrhein-Westfalen | Matthias Corr    | 1956                  | Siehe auch: Liste der Denkmäler, Brunnen und Skulpturen in Aachen |
| Rabenbrunnen (Frankfurt (Oder)) | weitere Bilder | Frankfurt (Oder), Marktplatz (Lage)                    | Brandenburg         | Horst Engelhardt | 2003                  |                                                                   |